# Roberto Dinamite
Carlos Roberto de Oliveira, beter bekend als Roberto Dinamite, (Duque de Caxias, 13 april 1954 – Rio de Janeiro, 8 januari 2023) was een Braziliaanse voetballer en politicus. Hij speelde het grootste deel van zijn carrière voor Vasco da Gama. Voor deze club is hij de speler met de meeste wedstrijden en meeste goals.

## Biografie
Dinamite is een jeugdproduct van Vasco da Gama. Nadat hij op 2 september 1971 in een wedstrijd tegen SC Internacional een spectaculaire goal scoorde, kreeg hij van een journalist de bijnaam Roberto Dinamite. Van 1975 tot 1984 speelde hij voor het nationale elftal en werd ook in de selectie opgenomen voor het WK van 1978 en 1982. Hij nam met zijn vaderland eveneens deel aan de Olympische Spelen 1972 in München, West-Duitsland.
Nadat hij afscheid had genomen van het voetbal ging hij de politiek in bij de PSDB. Hij werd verscheidene malen verkozen.
Dinamite overleed op 68-jarige leeftijd aan de gevolgen van darmkanker.
- International Standard Name Identifier: 0000 0000 5327 3599
- Library of Congress Control Number: no96021203
- Virtual International Authority File: 48819498
- WorldCat: E39PBJjHgYtYQvTBmxCWYHcF8C